# 梅谷周造
梅谷 周造（うめや しゅうぞう、1888年（明治21年）2月26日 - 1947年（昭和22年）11月12日）は、日本の実業家。北海道根室市で海産商を営み、根室漁業会初代会長を務めるとともに、北海道議会議員としても活動した。根室水産株式会社の社長で根室町及び市議会の議長を務めた山下亮輔は弟。

## 来歴
石川県鳳至郡に、浜崎治左衛門の三男として生まれる。生地は文献により「黒島村」（門前町内を経て現・輪島市黒島町）と「黒崎村」（現・穴水町黒崎）の2説ある。
小学校卒業後家業に励み、梅谷岩松の跡継ぎとなる。18歳の時に養家に迎えられた後、北海道に渡って根室に赴き、養父の事業を助ける。漁業、海産商をはじめ国後島のサケ・マス漁業に従事したが、当時の海運業の情勢を見て、1919年（大正8年）に発動機船の建造を企て、能登丸を新造する。これは根室における発動機船の草分けとなった。次いで第二能登丸、幸福丸、梅丸、三吉丸の4隻を建造した。これらの船を沿岸航路の便に供する一方、昆布採取業も営み、中国との貿易振興にも努め、日東運輸株式会社取締役や、根室帆船組合組合長等の要職にも就いた。大正末期から昭和にかけては昆布の中国への輸出は根室港から直接積み出し、輸出額も順調に増加していたが、日本の大陸侵攻にともない中国側の日貨排斥運動が激化し、根室千島産昆布は滞貨が激増していった。この時梅谷を中心に海産商の合併がおこなわれ、東北海道昆布統制販売株式会社を設立して自ら社長となる。社長就任後は新販路の開拓に努め、滞貨昆布を消化することができた。
この間、1917年（大正6年）に立憲青年会会長に推され、1924年（大正13年）に根室町議会議員選挙に立候補して当選する。1930年（昭和5年）の町議会選挙まで当選を重ねた。立憲民政党の幹事長も務めた。1930年の第10期北海道議会議員選挙に、町議から鞍替えする形で当選、以後、死去まで道議であった（第12期まで）。
1935年（昭和10年）に無限責任根室漁業組合が設立されると役員に就任した。1937年（昭和12年）に全道連合会が組織されると根室地区代表の理事となる。1938年（昭和13年）には根室漁業組合の2代目組合長に就任した。1944年（昭和19年）、漁村の末端機構を一層強化する目的で作られた水産業団体法により水産関係団体の統一が図られ、各水産組合及び、漁業組合を一本に統一した根室漁業会が結成され、初代会長となった。
1945年（昭和20年）3月、7年務めた根室漁業組合長を退任した。
1947年11月12日、根室市にて死去（満59歳没）。

## 没後の顕彰
1949年（昭和24年）、根室市松ヶ枝町に「梅谷会」により梅谷会館が建設された（1972年（昭和47年）に老朽化により解体）。会館には1961年（昭和36年）11月に梅谷の胸像が設置された（現在は根室漁業協同組合3階ホールに移設）。